# Joan Wiffen
Joan Wiffen, née Pederson le 4 février 1922 à Mount Eden et morte le 30 juin 2009 à Hastings est une paléontologue néo-zélandaise autodidacte connue pour avoir découvert les premiers fossiles de dinosaures en Nouvelle-Zélande.

## Biographie
Wiffen est née en 1922 et grandit à Havelock North et dans le King Country. Elle n'a qu'une éducation secondaire très courte car son père pense que l'enseignement supérieur est gaspillé pour les filles, ce qui limite ses possibilités d'éducation pendant sa jeunesse. À l'âge de 16 ans, Wiffen rejoint la Women's Auxiliary Air Force pendant la Seconde Guerre mondiale où elle sert pendant six ans.
En 1975, Wiffen découvre les premiers fossiles de dinosaures en Nouvelle-Zélande dans la vallée de Mangahouanga au nord de la baie de Hawkes. Sa première découverte est l'os de la queue d'un dinosaure théropode. Elle découvre ensuite des os d'un hypsilophodonte, d'un ptérosaure, d'un ankylosaure, de mosasaures et de plésiosaures. En 1999, Wiffen découvre l'os vertébral d'un titanosaure dans un affluent de la rivière Te Hoe. Les fossiles trouvés par Wiffen sont principalement conservés dans une collection GNS Science.
Wiffen reçoit un doctorat honorifique de l'Université Massey en 1994. Dans les honneurs du Nouvel An de 1995, elle est nommée Commandeur de l'Ordre de l'Empire britannique pour ses services à la science. En 2004, elle remporte le prix Morris Skinner de la Société de paléontologie des vertébrés. En 2017, Wiffen est sélectionnée comme l'une des « 150 femmes en 150 mots » de la Royal Society Te Apārangi, célébrant les contributions des femmes au savoir en Nouvelle-Zélande.
En 1953, elle épouse Pont Wiffen et ils ont deux enfants. Pont et Joan Wiffen voyagent beaucoup en Nouvelle-Zélande et en Australie pour collecter des minéraux et de petits fossiles d'animaux marins avec leurs enfants. Le couple est très intéressé par les fossiles et Pont finit par suivre des cours sur les fossiles. Elle est décédée à l'âge de 87 ans le 30 juin 2009 à l'hôpital de Hastings.